# Leucauge isabela
Leucauge isabela är en spindelart som beskrevs av Roewer 1942. Leucauge isabela ingår i släktet Leucauge och familjen käkspindlar.
Artens utbredningsområde är Bioko. Inga underarter finns listade i Catalogue of Life.